# Экономический уклад
Экономи́ческий укла́д, Уклад экономики (экономический строй, экономическая формация) — тип хозяйства, основанный на определённой форме собственности на средства производства и соответствующие отношения в ходе этого производства.

## Определение
Согласно БСЭ общественно-экономический уклад — это целостная система производственных отношений определённого типа, образующая общественную форму производства.

## Описание
Тип хозяйствования (уклад, строй) в государстве или стране (крае, регионе), основанный на определённой форме основной собственности на средства производства и соответствующие отношения в ходе этого производства.

## Виды укладов
Среди разных видов экономических укладов могут выделяться:  
- формационные уклады: первобытно-общинный, рабовладельческий, феодальный, капиталистический,  социалистический, коммунистический уклад;
- неформационные уклады: патриархальный (мелкое натуральное хозяйство) и мелкобуржуазный (мелкое товарное хозяйство) уклад;
- смешанные уклады (многоукладность).

Экономический строй общества может не быть ограничен одним экономическим укладом и, как правило, является многоукладной экономикой, где один из укладов доминирует и определяет характер социального строя и принадлежность к определённой общественно-экономической формации (так, в первой половине XIX века основными экономическими укладами в России были: феодально-крепостнический (господствующий), мелкотоварный (ремесленный) и активно развивавшийся капиталистический). Многоукладность экономики означает существование при данной экономической системе различных форм хозяйствования. 

Историк Юрий Семёнов объясняет связь между понятиями «общественно-экономический уклад», «способ производства» и «общественно-экономическая формация» следующим образом: 
Существует несколько качественно отличных типов социально-экономических отношений (рабовладельческие, феодальные и т. п.). Отношения определённого типа могут образовывать в обществе целостную систему — общественно-экономический уклад. … Каждая система социально-экономических отношений одного определённого типа (общественно-экономический уклад) представляет особую общественною форму, в которой осуществляется процесс созидания материальных благ. Производство, взятое в определённой общественной форме, есть не что иное, как способ производства. Способов производства существует столько, сколько существует общественно-экономических укладов. … Так как согласно материалистическому пониманию истории социально-экономические отношения составляют базис, фундамент любого общества, то естественной для марксистов является классификация социально-исторических организмов по типу господствующих в них производственных связей. Тип общества, выделенный по такому признаку, принято называть общественно-экономической формацией.